# Nadine Klante
Nadine Klante (* im Ruhrgebiet) ist eine deutsche Theaterregisseurin und Autorin für Bühne und Film.

## Leben
Nadine Klante wuchs im Ruhrgebiet auf und studierte zunächst an der Ruhr-Universität Bochum Theater-, Film- und Fernsehwissenschaft und Kunstgeschichte. 1998 folgte ein Drehbuchstudium an der Filmakademie Baden-Württemberg in Ludwigsburg, das sie 2004 erfolgreich abschloss. Anschließend arbeitete sie als Regieassistentin an der Württembergischen Landesbühne Esslingen. Hier entstanden erste eigene Texte, Stücke, Inszenierungen sowie Adaptionen für die Bühne.
Seit 2008 arbeitet Nadine Klante als freie Theaterregisseurin und Autorin für Bühne und Film im deutschsprachigen Raum. Bis heute inszeniert sie eine Vielzahl an Theaterstücken verschiedener Genres.

## Auszeichnungen
Preise für „Richtung Leben“, Kurzfilm:
- Bester Film, Internationales Filmfestival Neu Delhi (2006)
- Bester Kurzfilm, Studio Hamburg Nachwuchspreis (2006)
- Produzentenpreis Sehsüchte Festival, Potsdam (2006)
- Ehrenauszeichnung Drehbuch, 45. Krakauer Filmfestival (2005)
- Erster Preis bei der 10. Filmschau Baden-Württemberg

Preise für „Fremdes Land“, Kurzfilm:
- Caligari Förderpreis (2000)
- Teilnehmer Sehsüchtefilmfestival (2001)
- Auswertung im Kurzfilmprogramm der Deutschen Bahn

## Drehbücher
- Richtung Leben (Kurzfilm, Filmakademie Baden-Württemberg)[3]
- Fremdes Land (Kurzfilm, Filmakademie Baden-Württemberg)[4]
- Die Treuetesterin (TV-Movie, Sat.1/Coin Filmproduktion)[5]